# جان كونستانس هاميلتون
جان كونستانس هاميلتون (بالإنجليزية: Jean Constance Hamilton)‏ هي محامية وقاضية أمريكية، ولدت في 12 نوفمبر 1945 في سانت لويس في الولايات المتحدة.